# Hawaiian Airlines
Hawaiian Airlines (HAL) is een luchtvaartmaatschappij in de Verenigde Staten met als basis Hawaï. De belangrijkste luchthaven van HAL is Honolulu International Airport in Honolulu. In september 2024 werd de maatschappij overgenomen door Alaska Airlines.

## Activiteiten
De luchvaartmaatschappij vervoert passagiers en vracht tussen de Hawaiiaanse eilanden, tussen de Hawaiiaanse eilanden en vijftien steden in de Verenigde Staten en tussen de eilandengroep en diverse bestemmingen in en om de Grote Oceaan zoals Australië, Nieuw-Zeeland en Azië. Verder biedt het bedrijf chartervluchten uit.
Op 31 december 2022 bestond de vloot uit 19 Boeing 717-200 vliegtuigen voor de korte trajecten en 24 Airbus A330-200-vliegtuigen en 18 Airbus A321neo-vliegtuigen die voornamelijk worden ingezet op de Noord-Amerikaanse en Aziatische bestemmingen. In 2022 vlogen 10 miljoen passagiers met HAL.
HAL heeft code sharing overeenkomsten met Japan Airlines, Korean Air, Jetblue, Virgin Atlantic Airways en Virgin Australia.

## Geschiedenis
De luchtvaartmaatschappij begon in 1929 als Inter-Island Airways met vluchten van Honolulu naar Hilo via Molokai en Maui. De eerste vlucht was op 11 november 1929 met een Sikorsky S-38 en ging van Honolulu naar Hilo. Op 1 oktober 1941 is de naam veranderd in Hawaiian Airlines (HAL). Op 1 april 1966 werd de eerste vlucht gemaakt met een straalvliegtuig, een Douglas DC-9.
HAL stond er aan het begin van de 21e eeuw financieel slecht voor. Op 1 april 2003 zocht het bedrijf bescherming tegen de schuldeisers, maar kon op 1 juni 2005 een herstart regelen en de activiteiten hervatten. Op 19 mei 2008 kreeg het bedrijf een beursnotering aan de NASDAQ. In 2019, het laatste pre-coronajaar, behaalde het bedrijf een omzet van US$ 2,8 miljard en een nettowinst van US$ 224 miljoen.
In december 2023 deed Alaska Airlines een bod op HAL. Alaska heeft US$ 1,9 miljard over voor HAL, dat is US$ 18 dollar per aandeel en de overname van US$ 900 miljoen aan schulden. De resultaten van HAL staan onder druk mede door de de toegenomen concurrentie van Southwest Airlines die actiever is geworden op Hawaï. HAL heeft sinds het begin van 2020 slechts in een kwartaal winst getoond. Toezichthouders hebben geen bezwaar aangetekend binnen de vastgestelde termijn en in september 2024 werd de overname afgerond.

## Vloot
De vloot van Hawaiian Airlines bestaat uit de volgende toestellen (april 2025):
| Type               | In dienst | Orders | Opmerkingen                |
| ------------------ | --------- | ------ | -------------------------- |
| Airbus A321neo     | 18        | —      |                            |
| Airbus A330-200    | 24        | —      |                            |
| Boeing 717-200     | 19        | —      |                            |
| Boeing 787-9       | 3         | 9      |                            |
| Vrachtvloot        |           |        |                            |
| Airbus A330-300P2F | 10        | —      | Uitgevoerd voor Amazon Air |
| Totaal             | 74        | 9      |                            |